# Бредлі (Оклахома)
Бредлі (англ. Bradley) — місто (англ. town) в США, в окрузі Грейді штату Оклахома. Населення — 78 осіб (2020).

## Географія
Бредлі розташоване за координатами 34°52′40″ пн. ш. 97°42′31″ зх. д. / 34.87778° пн. ш. 97.70861° зх. д. (34.877911, -97.708657).  За даними Бюро перепису населення США в 2010 році місто мало площу 0,58 км², уся площа — суходіл.

## Демографія
Згідно з переписом 2010 року, у місті мешкало 130 осіб у 50 домогосподарствах у складі 40 родин. Густота населення становила 225 осіб/км².  Було 71 помешкання (123/км²).
Расовий склад населення:
| - 80,0 % — білих - 10,0 % — корінних американців - 0,8 % — вихідців з тихоокеанських островів - 0,8 % — чорних або афроамериканців - 5,4 % — осіб інших рас |

До двох чи більше рас належало 3,1 %. Частка іспаномовних становила 5,4 % від усіх жителів.
За віковим діапазоном населення розподілялося таким чином: 26,9 % — особи молодші 18 років, 61,6 % — особи у віці 18—64 років, 11,5 % — особи у віці 65 років та старші. Медіана віку мешканця становила 40,0 року. На 100 осіб жіночої статі у місті припадало 109,7 чоловіків;  на 100 жінок у віці від 18 років та старших — 90,0 чоловіків також старших 18 років.
Середній дохід на одне домашнє господарство  становив 42 729 доларів США (медіана — 43 750), а середній дохід на одну сім'ю — 49 832 долари (медіана — 46 250). За межею бідності перебувало 26,2 % осіб, у тому числі 10,0 % дітей у віці до 18 років та 21,1 % осіб у віці 65 років та старших.
Цивільне працевлаштоване населення становило 43 особи. Основні галузі зайнятості: мистецтво, розваги та відпочинок — 23,3 %, роздрібна торгівля — 18,6 %, сільське господарство, лісництво, риболовля — 18,6 %.